# RStudio
Pour l'entreprise, voir RStudio (entreprise) ou le logiciel de récupération de données R-Studio
RStudio est un environnement de développement gratuit, libre et multiplateforme pour R, un langage de programmation utilisé pour le traitement de données et l’analyse statistique. Il est disponible sous la licence libre AGPLv3, ou bien sous une licence commerciale, soumise à un abonnement annuel.
RStudio est disponible en deux versions : RStudio Desktop, pour une exécution locale du logiciel comme toute autre application, et RStudio Server qui, lancé sur un serveur Linux, permet d'accéder à RStudio par un navigateur web. Des distributions de RStudio Desktop sont disponibles pour Microsoft Windows, OS X et GNU/Linux.
RStudio a été écrit en langage C++, et son interface graphique utilise l'interface de programmation Qt.
Depuis la version 1.0 sortie en novembre 2016, RStudio intègre la possibilité d'écrire des notebooks combinant de manière interactive du code R, du texte mis en forme en markdown et des appels à du code Python ou Bash.

## Développement
RStudio est développé par Posit Software, PBC (anciennement RStudio, Inc), une entreprise commerciale fondée par Joseph J. Allaire, créateur du langage de programmation ColdFusion. RStudio, Inc. n'a pas de lien formel avec R Foundation, une association à but non lucratif située à Vienne (Autriche), qui est chargée de superviser le développement de l'environnement R pour le calcul statistique.